# Italochrysa tibialis
Italochrysa tibialis är en insektsart som först beskrevs av Navás 1913.  Italochrysa tibialis ingår i släktet Italochrysa och familjen guldögonsländor. Inga underarter finns listade i Catalogue of Life.